# Производство
Произво́дство — процесс создания какого-либо продукта с использованием первичных (труд и капитал) и промежуточных факторов производства (сырье, материалы и тому подобное).
Производство — это специфически человеческий тип обмена веществ между человеком и природой, или, более точно — процесс активного преобразования людьми природных ресурсов в какой-либо продукт. Термин «производство» используется не только по отношению к материальному производству товаров, но и в отношении производства нематериальных благ и услуг: научные открытия, технические изобретения, образование, культура, искусство, здравоохранение, бытовое обслуживание, управление, финансирование и кредитование, спорт и другое. В экономической науке учение о производстве распадается на следующие части:
- учение о факторах производства — природе, труде и капитале;
- учение об организации производства[1].

«На организацию производства решающее влияние оказывают людские (человеческие) ресурсы и человеческий фактор организации производства. Любое производство должно начинаться с определения потребностей в кадрах и, соответственно, найма людей, способных на высокоэффективный труд с целью выполнения поставленных перед каждым работником задач».

## История
В истории экономики производство понималось по разному. Со временем происходило распространение этого понятия на новые сферы человеческой деятельности. Школа физиократов во главе с Франсуа Кенэ считала, что продукт создается только в сельском хозяйстве. Остальные отрасли либо перерабатывают его, либо пользуются доходами сельского хозяйства. В Экономической таблице Кенэ выделил три общественных класса:
- производительный класс — фермеры и наёмные рабочие аграрного сектора;
- землевладельцы — феодалы (к числу которых относился и король);
- стерильный (бесплодный) класс — промышленники, купцы, ремесленники и другие занятые не в сельском хозяйстве.

Адам Смит расширил это представление, назвав производительным трудом всякий труд по созданию материальных благ. Непроизводительным трудом Смит считал труд слуг, которые оплачиваются из прибыли капиталиста. Представление о непроизводительном труде в сфере услуг было заимствовано Карлом Марксом, а впоследствии и советскими экономистами. Разделение на материальное производство и непроизводственную сферу легло в основу баланса народного хозяйства СССР, который лежал в основе системы планирования.
Сфера услуг была отнесена к производительной деятельности, благодаря Жану-Батисту Сэю и Альфреду Маршаллу. В книге «Принципы экономической науки» Маршалл писал:

Иногда говорят, что торговцы ничего не производят, что в то время, как столяр-краснодеревщик изготовляет мебель, торговец мебелью лишь продает то, что уже произведено. Но выведение такого различия между ними не имеет под собой научных оснований. Оба они производят полезности, и ни один из них не способен на большее: торговец мебелью перемещает и перестраивает материю так, чтобы она стала более пригодной к употреблению, а столяр делает то же самое и ничего более. Моряк или железнодорожник, перевозящие уголь на поверхности земли, производит его точно так же, как и шахтер, перемещающий его под землёй; рыботорговец помогает переместить рыбу из того места, где она сравнительно малополезна, туда, где она принесет большую пользу, а рыбак также ничего не делает сверх того.
— источник А. Маршалл «Принципы экономической науки»
Маршалловское представление о ценности любого труда легло в основу системы национальных счетов. Оно в целом соответствует и взглядам Уильяма Петти, предшественника Адама Смита. Петти называл землю матерью богатства, а труд его отцом. Он также предполагал, что со временем сфера услуг будет приобретать все большее значение. Предсказание Петти реализовалось в постиндустриальной экономике, где большая часть ВВП создается в секторе услуг.

## Моделирование производства

### Технология
В экономической теории производство описывается с помощью технологического множества. Оно представляет собой множество всех возможных комбинаций факторов производства и соответствующего им уровня выпуска продукции. Множество отражает заданный уровень технологий. При изменении технологий множество может измениться. От применяемой технологии зависит производительность. Различают производительность труда и общую факторную производительность (ОФП).
Технология характеризуется также отдачей от масштаба. Отдача показывает, во сколько раз возрастает выпуск при одновременном увеличении всех используемых факторов производства в одно и то же количество раз. Различают убывающую, постоянную и возрастающую отдачу от масштаба. Характер отдачи может меняться в зависимости от количества факторов. Например, сначала быть возрастающим, потом некоторое время постоянным, а затем убывающим.
В ряде случаев технологическое множество может описываться производственной функцией. Ее аргументами являются количества факторов производства, а значением — объем выпуска продукции. Производственная функция может использоваться как на микроуровне для описания отдельной фирмы, так и на макроуровне для экономики целом. Вид производственной функции зависит от вида технологии, которую она описывает. Важным случаем является леонтьевская функция. Факторы производства в ней являются совершенными комплементами, а технология демонстрирует постоянную отдачу от масштаба. Леонтьевская функция лежит в основе таблиц «затраты-выпуск», разработанных Василием Леонтьевым. В экономических моделях также используют функцию Кобба-Дугласа и функцию с постоянной эластичностью замещения.

### Фирма
Фирма является экономическим агентом, организующим и осуществляющим процесс производства. Производственная функция описывает ее как черный ящик, однако теория фирмы может анализировать процесс принятия решений внутри фирмы и более детально. Поведение фирмы связано с выбором объема производства на основе доступной ее технологии и с учетом имеющихся в ее распоряжении факторов производства. Принятие решения фирмой описывается задачей фирмы. Обычно мотивация фирмы связана либо с максимизацией прибыли или минимизацией издержек производства. Для этого фирма учитывает уровень цен на факторы производства и уровень цен на готовую продукцию. Результатом решения задачи является производственный план: функция индивидуального спроса на факторы и функция индивидуального предложения фирмы.

### Рынок
При принятии решения об объеме производства фирма также учитывает особенности рынка. В условиях совершенной конкуренции при отсутствии рыночной власти фирма лишена возможности влиять на цену и устанавливает оптимальный объем производства, исходя из цен на ресурсы и выпуск. При несовершенной конкуренции фирма обладает некоторой рыночной властью и может влиять на цену. Тогда выбор объема оказывается напрямую связанным с выбором цены, так как фирма стремится максимизировать прибыль, выбирая оптимальное сочетание.

### Производственные возможности
Совокупное предложение всех фирм в экономике определяет границу производственных возможностей экономики. Кривая показывает, какие комбинации товаров и услуг могут быть в принципе произведены при имеющихся факторах производства (ресурсах) и уровне технологий. Расширение границы производственных возможностей называют экономическим ростом. Рост возникает либо при увеличении факторов производства, либо за счет развития технологий (производство знаний).

## Классификация

### Классификаторы отраслей
Для целей статистического наблюдения используются классификаторы отраслей (секторов, видов экономической деятельности).
1. Международная стандартная отраслевая классификация (ISIC — англ. International Standard Industrial Classification of All Economic Activities), разработанная ООН.
2. Общероссийский классификатор видов экономической деятельности, применяемый в России.
3. Глобальный стандарт классификации отраслей, разработанный компаниями MSCI и Standard & Poor's для использования в финансовой сфере.

В классификаторах обычно выделяют:
- сельскохозяйственное производство (лесоводство, скотоводство, рыбоводство и пр.);
- промышленное производство (добывающая и обрабатывающая промышленность) — переработка сырья в пригодный для потребления человека вид;
- торговля и логистика (передача произведенного продукта от производителей к потребителям);
- производство услуг, включая финансовые услуги (банковская, страховая деятельность);
- научная и техническая деятельность (научные открытия, технические изобретения);
- образование;
- искусство, сфера развлечений и отдыха.

### Типы производства
В машиностроении тип производства определяется в зависимости от коэффициента закрепления операции за одним рабочим местом или единицей оборудования (ГОСТ 3.1121-84). Коэффициент рассчитывается следующим образом:
{\displaystyle K={\frac {N}{P_{m}}}}
где {\displaystyle N} — количество различных операций, выполняемых в течение календарного времени; {\displaystyle P_{m}} — количество рабочих мест, на которых выполняются данные операции. В зависимости от значения различают следующие типы производств:
- свыше 40 — единичное производство;
- от 20 до 40 вкл. — мелкосерийное производство;
- от 10 до 20 вкл. — среднесерийное производство;
- от 1 до 10 вкл. — крупносерийное производство;
- равный 1 — массовое производство.

Единичное или проектное производство — это производство уникального объекта. Например, корабля, (уникального) дома, моста, программного продукта и т. д. Серийное производство характеризуется изготовлением ограниченной номенклатуры продукции партиями (сериями), повторяющимися через определенные промежутки времени. В зависимости от размера серии различают мелкосерийное, среднесерийное и крупносерийное производства. В случае серийного производства можно специализировать рабочие места для выполнения нескольких подобных технологических операций, применять специальное оборудование и технологическую оснастку наряду с универсальным, использовать труд рабочих средней квалификации, эффективно использовать оборудование и производственные площади, снизить, по сравнению с единичным производством, расходы на заработную плату. Серийное производство характерно для выпуска продукции установившегося типа, например, металлорежущих станков, насосов, компрессоров и другого широко применяемого оборудования, пачек сока, штанов. Примером массового производства может служить производство стандартных продуктов: производство шурупов, проводов, рельс и т. д.
Тип производства влияет на процесс планирования будущей себестоимости и контроля эффективности хозяйственной деятельности с финансовой стороны.

## Производственный цикл
Производственный цикл — период пребывания предметов труда (сырья и материалов) в производственном процессе с начала изготовления до выпуска готового продукта. В ряде отраслей существует непрерывный производственный цикл. Например, в металлургической, химической промышленности, где производственный процесс нельзя прерывать по экономическим причинам, либо по вопросам безопасности.

## Производственная база
Это совокупность средств производства, производственных, административно-бытовых зданий, строений, помещений, площадей, земли, природных ресурсов, систем коммуникаций и трудового коллектива. Все единицы в производственной структуре предприятия имеют свои производственные базы, их комплекс образует производственную базу предприятия.
Производственная база без трудового коллектива определяется понятием материально-технической базы без оборачиваемых материально-технических ресурсов. Более ликвидный актив, чем все предприятие.
В промышленности для структурной единицы «рабочее место» состоит, к примеру, из инструментов, станка, рабочей зоны и рабочего. «Производственный участок» — площадь участка, оборудование на нем, его рабочие. Для «цеха» производственная база включает в себя здание, производственную линию, работников цеха. В сельском хозяйстве, в сфере услуг, в науке, культуре, искусстве имеет место, как и во всех других процессах производства.

## Производство как объект автоматизации
В автоматизации объектом исследования является производственный процесс, как совокупность трудовых и технологических действий. В результате этого действия заготовки становятся готовой продукцией. Основными составляющими производственного процесса является подготовка технических средств, приобретение и хранение материалов, операции изготовления продукта, транспортные операции, контроль параметров, упаковка готовой продукции и другие действия.
Части производственного процесса, являющиеся следствием целенаправленных действий по получению из сырья конечного продукта с требуемыми свойствами, называются технологическими процесса. Технологический процесс (ТП) — основная часть производственного процесса, непосредственно связанная с последовательным изменением состояния объекта производства. Основными целями автоматизации технологических процессов являются:
- повышение эффективности производственного процесса;
- повышение безопасности;
- повышение экологичности;
- повышение экономичности[9].